# Don’t Tell Me No
Don’t Tell Me No — восьмой в общем и второй с альбома Panorama сингл американской рок-группы The Cars, вышедший 10 ноября 1980 года на лейбле Elektra Records.

## О сингле
Песня была написана вокалистом, ритм-гитаристом и автором песен Риком Окасеком, спета басистом и вокалистом Бенджамином Орром. Это одна из четырёх песен на альбоме, в которой есть вокал Орра. Продюсером выступил Рой Томас Бейкер.
«Don’t Tell Me No» впервые была выпущена на альбоме Panorama в августе 1980 года, но в ноябре того же года песня была выпущена в качестве последующего сингла к незначительно успешному синглу «Touch and Go» в Америке. Однако, в отличие от своего предшественника, он вообще не попал в чарты в указанной стране.
Критик AllMusic Грег Прато отметил трек как изюминку альбома Panorama и далее назвал его «сильным, просто не таким известным, как некоторые другие материалы [на альбоме]».

## Список композиций
Слова и музыка всех песен — Рик Окасек, кроме указанных иначе.
| №  | Название                                             | Основной вокал | Длительность |
| -- | ---------------------------------------------------- | -------------- | ------------ |
| 1. | «Don’t Tell Me No» (с англ. — «Не Говори Мне "Нет"») | Бенджамин Орр  | 3:24         |

| №  | Название                                                    | Автор(ы)           | Основной вокал | Длительность |
| -- | ----------------------------------------------------------- | ------------------ | -------------- | ------------ |
| 1. | «Don’t Go to Pieces» (с англ. — «Не Разваливайся на Куски») | Окасек, Грег Хоукс | Орр            | 3:58         |

## Участники записи
- Рик Окасек — ритм-гитара, бэк-вокал
- Эллиот Истон — соло-гитара, бэк-вокал
- Бенджамин Орр — бас-гитара, вокал
- Дэвид Робинсон — ударные, перкуссия
- Грег Хоукс — клавишные, бэк-вокал